# Karl Friedrich Baedeker
Karl Friedrich Baedeker est un libraire et écrivain allemand.

## Biographie
Il est l'arrière-petit-fils de l'éditeur Karl Baedeker, le petit-fils de Karl Baedeker II et le fils de Karl Baedeker III. Son père meurt à la bataille de Liège en 1914.
Il sert comme capitaine durant la Seconde Guerre mondiale. En 1945, il est fait prisonnier par l'Armée américaine en Autriche.
En 1948, il travaille pour le gouvernement allemand en zone britannique. En 1949, il reprend la maison d'édition familiale et publie son premier livre, un guide touristique tiré à 10000 exemplaires.